# Cixius linorum
Cixius linorum är en insektsart som beskrevs av Tsaur 1991. Cixius linorum ingår i släktet Cixius och familjen kilstritar. Inga underarter finns listade i Catalogue of Life.